# 大炊御門家嗣
大炊御門 家嗣（おおいのみかど いえつぐ）は、鎌倉時代前期から中期にかけての公卿。藤原北家大炊御門家、右大臣・大炊御門師経の子。官位は正二位・内大臣・右近衛大将。嵯峨と号す。

## 経歴
元久2年（1205年）に叙爵して以降、累進し、右近衛少将、遠江権介、伊予権介を経て、建保2年（1214年）に従三位に達して公卿となる。その後も右近衛中将、越前権守、権中納言、中納言、権大納言を経て、寛喜3年（1231年）には後堀河天皇の皇太子・秀仁親王（四条天皇）の春宮大夫に任じられた。
嘉禄3年（1227年）2月に西園寺実有と結婚した北条義時の娘（唐橋通時と再婚した一条実雅の元妻の妹）の母が、その前年に婿を募るため入京して多数の公家の競望となった際に、家嗣も妻（坊門忠信の娘）を離別してその競望に加わっている。その後、持明院基宗の娘宗子と再婚した。
貞永元年（1232年）、四条天皇の即位と共に辞職。同年右近衛大将となる。天福元年（1233年）には後堀河天皇の皇后・三条有子の皇后宮大夫となり、暦仁元年（1238年）には内大臣に任じられ、仁治元年（1240年）には辞職した。建長元年（1249年）に出家して以降は嵯峨入道と称された。
文永8年（1271年）に薨去。享年75。

## 系譜
- 父：大炊御門師経（1175-1259）
- 母：藤原光雅の娘
- 正室：坊門忠信の娘
- 継室：持明院宗子（?-1250） - 持明院基宗の娘
  - 男子：大炊御門冬忠（1218-1268）
- 生母不明の子女
  - 男子：大炊御門経嗣